# Stixis nayarii
Stixis nayarii är en tvåhjärtbladig växtart som beskrevs av R. Sundara Raghavan. Stixis nayarii ingår i släktet Stixis och familjen Stixaceae. Inga underarter finns listade i Catalogue of Life.